# هلاسیوو
هلاسیوو (به چکی: Hlasivo) یک منطقهٔ مسکونی در جمهوری چک است که در منطقه تابور واقع شده‌است.
 هلاسیوو ۱۲٫۲۷ کیلومتر مربع مساحت و ۱۷۶ نفر جمعیت دارد و ۵۶۵ متر بالاتر از سطح دریا واقع شده‌است.